# Радикальное дело
«Радикальное дело» (исп. La Causa Radical, LCR) — левая социалистическая партия Венесуэлы, позиционирующая себя как партия рабочего класса. Основана в 1971 году в результате раскола Коммунистической партии Венесуэлы. Находится в оппозиции к чавистам и президенту Николасу Мадуро. Наибольшей поддержкой пользуется в политико-административном регионе Гуаяна (штаты Боливар, Амасонас и Дельта-Амакуро).

## Идеология
Идеология «Радикального дела» была основана на идее Альфредо Манейро, которую он сам назвал «радикальная демократия». По замыслу Манейро идея «радикальная демократия» заключалась в углублении демократии с активным участием народа и позиционировалась им самим как альтернатива авторитарному социализму и либеральной демократии.

## История

### Эра Манейро
«Радикальное дело» (далее ЛCR) было основано как революционно-социалистическая и синдикалистская политическая партия в 1971 году интеллектуалом Альфредо Манейро, участником партизанского движения 1960-х годов и членом Коммунистической партии Венесуэлы, который считал, что коммунисты и Движение к социализму не смогут организовать рабочий класс как революционную силу.
На протяжении 1970-х и 1980-х годов партия в основном занималась объединением фабрично-заводских рабочих региона Гуаяна, в первую очередь в штате Боливар, через профсоюзное движение Матансерос (исп. Matanceros Movement), а также в западной части Каракаса (район Catia). Движение Матансерос получило своё название от региона Матансас и много лет конкурировало за влияние на рабочих с Конфедерацией трудящихся Венесуэлы, тесно связанной с левоцентристской партией Демократическое действие, доминировавшей на политической сцене страны с 1958 по 1993 годы. После смерти Манейро от сердечного приступа в 1982 году руководство партии перешло в руки подготовленных им молодых профсоюзных активистов.
Долгое время ЛCR не пользовалась популярностью. Так, на выборах в Национальный конгресс Венесуэлы 3 декабря 1978 года партия набрала всего 12 573 голоса (0,24 %), а на выборах 4 декабря 1983 года — 35 304 (0,54 %). В том же 1983 году ЛCR впервые приняла участие в президентских выборах, выдвинув на пост главы государства профсоюзного деятеля Андреса Веласкеса, секретаря профсоюза металлургов на предприятиях компании SIDOR, возглавившего партию после смерти Манейро. Дебют оказался неудачным, Веласкес сумел получить голоса только 5 917 избирателей (0,09 %).

### Расцвет

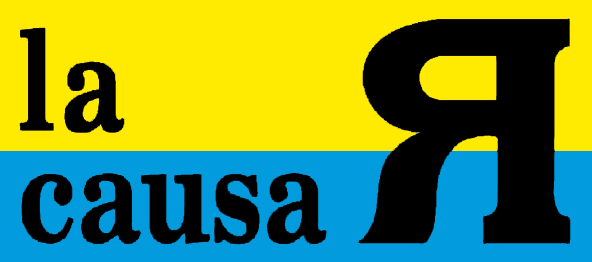
Традиционный логотип

Ситуация изменилась в конце 1980-х годов, в условиях нарастающего социально-экономического кризиса и вызванного им роста недоверия к традиционным партиям и политикам. На всеобщих выборах 4 декабря 1988 года за Веласкеса отдали свои голоса 24 561 избиратель (0,34 %). Гораздо весомей оказалась поддержка избирателей на парламентских выборах. За партию проголосовали 117 562 человек (1,63 %), что позволило ЛCR впервые в своей истории получить представительство в парламенте (3 места). В следующем 1989 году на первых в истории Венесуэлы выборах губернаторов штатов партию ожидал ещё больший успех, её лидер Андрес Веласкес был избран губернатором штата Боливар, став первым за 30 лет губернатором не из рядов одной из двух основных политических партий (Демократическое действие и КОПЕЙ). Всего на региональных выборах 1989 года ЛCR получила 98 590 голоса (2,48 %), став четвёртой партией страны.
На муниципальных выборах 1992 года кандидат ЛCR Аристобуло Истурис был избран мэром Каракаса. На своём посту он инициировал процессы участия граждан в управлении, которые, хотя и были отменены после истечения срока его полномочий в 1995 году, оказали заметное влияние на практику Боливарианской революции Уго Чавеса. На президентских выборах 5 декабря 1993 года партия вновь выдвинула Веласкеса, и он был близок к победе, заняв четвёртое место (21,95 %). Многие активисты (в том числе и Веласкес) и сторонники партии посчитали, что он был лишён президентства путём мошенничества традиционных элит. На выборах в Национальный конгресс ЛCR также выступила очень удачно, получив более 20 % голосов, что позволило ей завоевать 40 мест в Палате депутатов и 9 мест в Сенате, став третьей партией парламента.
В 1995 году к ЛCR присоединился Франсиско Ариас Карденас, одной из давних соратников будущего президента Уго Чавеса, в частности, один из создателей ультралевого военно-революционного движения Революционное боливарианское движение-200 и активный участник попытки государственного переворота 1992 года. Выйдя по амнистии из тюрьмы, он разошёлся с Чавесом по вопросу участия в выборах и покинул его. На региональных выборах в декабре того же 1995 года ЛCR получила 571 734 голоса (12,71 %), став третьей партией страны, а Ариас Карденас как кандидат «Радикального дела» сумел добиться избрания губернатором штата Сулия, что впоследствии стало одним из аргументов, склонивших Чавеса к участию в триумфальных для него выборах 1998 года.
В 1997 году внутри «Радикального дела» разгорелся конфликт по вопросу выбора кандидата на пост губернатора штата Боливар. Усугубили противостояние споры о возможной поддержке Уго Чавеса на президентских выборах 1998 года. В результате, партия разделилась на две фракции, умеренную (правую) во главе с Андресом Веласкесом и Виктором Морено, и радикальную (левую), которую возглавили Пабло Медина, Аристобуло Истурис и Али Родригес Араке. Несмотря на то что левых поддержало большинство членов партии, правое крыло смогло установить контроль над «Радикальным делом», исключив лидеров радикалов, которые основали собственную организацию — партию «Отечество для всех».
После раскола 1997 года, когда партию покинули большинство её членов, присоединившихся к «Отечеству для всех», влияние ЛCR значительно снизилось. Сохранив прежнее наименование и большую часть своей радикальной идеологии, она, формально оставаясь национальной партией, в то же время фактически превратилась в региональную силу, сохранив поддержку только на востоке Венесуэлы, в первую очередь в штате Боливар.
На президентских выборах 6 декабря 1998 года ЛCR отказалась поддержать и Чавеса, и его главного конкурента Энрике Саласа Рёмера, выдвинув своего кандидата, Альфредо Рамоса, набравшего в итоге всего лишь 0,11 %. На парламентских выборах того же года партию также ожидала неудача, хотя и менее тяжёлая. Получив менее 3 %, ЛCR смогла сохранить только 5 мест в Палате депутатов и 1 в Сенате. На региональных выборах 1998 года ЛCR получила 184 058 голосов (3,71 %), став шестой партией страны, а Ариас Карденас был переизбран губернатором штата Сулия.

### Эра Чавеса
С момента избрания президентом Уго Чавеса «Радикальное дело» находилось в оппозиции к боливарианскому режиму. На президентских выборах 30 июля 2000 года «Радикальное дело» выдвинуло своим кандидатом Франсиско Ариаса Карденаса, которого поддержали ряд оппозиционных (в том числе левых) партий: Движение национальной целостности, Движение «Красный флаг», Демократическая левая, Движение за прямую демократию и другие. Ариас Карденас проиграл выборы Чавесу, набрав 37,52 %. На выборах в новый однопалатный парламент ЛCR получила 4,41 %, завоевав 3 места в Национальной ассамблее.
В 2002 году «Радикальное дело» вступило в оппозиционную коалицию политических партий, общественных объединений и неправительственных организаций «Демократический координатор» (исп. Coordinadora Democrática), распущенную после поражения оппозиции на референдуме 2004 года. В 2005 году ЛCR не последовала примеру пяти ведущих оппозиционных партий Венесуэлы и приняла участие в парламентских выборах, потерпев в итоге полное фиаско. Партия смогла получить лишь 0,56 %, оставшись без представительства в Ассамблее.
На президентских выборах 3 декабря 2006 года «Радикальное дело» поддержало единого кандидата античавистской оппозиции губернатора штата Сулия Мануэля Росалеса, потерпевшего поражение. В 2007 году партия выступила против конституционной реформы президента Уго Чавеса и присоединилась к другим оппозиционным партиям для проведения кампании «Нет». Референдум 2 декабря отверг поправки, сохранив конституцию. На региональных выборах 23 ноября 2008 года ЛCR получила 72 014 голосов (0,65 %). Лидер партии Андрес Веласкес потерпел неудачу, не сумев избраться губернатором штата Боливар из-за раскола в оппозиции. В то же время кандидат «Радикального дела» Виктор Фуэнмайор был избран мэром второго по величине города штата, Сьюдад-Боливар, добившись лучшего для партии результата на выборах.
В 2008 году ведущие оппозиционные партии Венесуэлы приняли решение создать блок для общей борьбы с режимом Чавеса. Демократическое действие, КОПЕЙ, «Красный флаг», «За справедливость», «Проект Венесуэла», «Новое время», Движение к социализму, Альянс смелых людей, Народный авангард и «Радикальное дело» подписали Соглашение о национальном единстве. Позднее к нему присоединились и некоторые другие партии. 8 июня 2009 года участники Соглашения о национальном единстве сформировали широкий оппозиционный блок «Круглый стол демократического единства» (исп. Mesa de la Unidad Democrática, MUD).
На парламентских выборах 26 сентября 2010 года ЛCR, выступая в составе блока «Круглый стол демократического единства», вернулась в Национальную ассамблею, завоевав 3 места.
На президентских выборах 2012 и 2013 годов «Радикальное дело» поддержало единого кандидата античавистской оппозиции губернатора штата Миранда Энрике Каприлеса, потерпевшего оба раза поражение, сначала от Уго Чавеса, а затем от его преемника Николаса Мадуро. На региональных выборах 16 декабря 2012 года LCR, выступая совместно с движением к социализму набрала 131 559 голосов (1,50 %), при этом лидер партии Андрес Веласкес вновь потерпел неудачу, не сумев избраться губернатором штата Боливар.
На парламентских выборах 6 декабря 2015 года «Радикальное дело», выступая в составе блока MUD, завоевало 4 места в Национальной ассамблее.
На выборах 2020 года вошла в оппозиционный блок.

## Результаты выборов
| Парламентские выборы |
| -------------------- |
|                      |

| Количество мест |
| --------------- |
|                 |

| Президентские выборы |
| -------------------- |
|                      |